# Damaeolus asperatus
Damaeolus asperatus är en kvalsterart som först beskrevs av Berlese 1904.  Damaeolus asperatus ingår i släktet Damaeolus och familjen Damaeolidae. Inga underarter finns listade i Catalogue of Life.